# 하카세 타로
하카세 타로(일본어: 葉加瀬 太郎 はかせ たろう[*], 1968년 1월 23일~)는 일본의 바이올리니스트이자, 작곡가이다.

## 이력
1990년에 바이올리니스트 첫 데뷔한 그는 오사카부 스이타시에서 태어났고, 본명은 다카다 다로(일본어: 髙田 太郎)이며, 흔히 알려진 성인 하카세(葉加瀬)는 결혼 전에 쓰던 성이다. 부인은 다카다 마유코이다.

## 음반 활동
- 《Natural High》 (1997)
- 《BEN》 (1997)
- 《watashi》 (1997)
- 《Brazil》 (1997)
- 《Canary》 (1998)
- 《髪結い伊三次 Original Sound Track》 (1999)
- 《So Nice(SUMMER SAMBA)》 (1999)
- 《DUETS》 (1999)
- 《タンゴ・ノスタルジア Tango Nostalgia》 (2000)
- 《VIOLINISM～ACOUSTIC BEST～》 (2000)
- 《Endless Violin》 (2001)
- 《THE Best Track》 (2002)
- 《VIOLINISM II》 (2002)
- 《Traveling Notes》 (2003)
- 《Migration》 (2003)
- 《What a Day...》 (2004)
- 《Der Wunder～葉加瀬太郎 meets 松本零士～》 (2004)
- 《VIOLINISM with Love》 (2005)
- 《交響詩「希望」Symphonic Poem 'Hope'》 (2006)
- 《THE BEST OF MOZART SELECTED BY TARO HAKASE》 (2006)
- 《Sweet Melodies～TARO plays HAKASE～》 (2006)
- 《SONGS》 (2007)
- 《Classical Tuning》 (2008)
- 《The Best Track》 (2009)
- 《My Favorite Songs》 (2009)
- 《EMOTIONISM》 (2010)
- 《THE BEST OF TARO HAKASE》 (2011)
- 《WITH ONE WISH》 (2012)
- 《JAPONISM》 (2013)
- 《My Everything》 (2014)